# Assemble
Assemble ― творческий коллектив, базирующийся в Лондоне, члены которого работают в областях изобразительного искусства, архитектуры и дизайна. Был основан в 2010 году. Насчитывает от 16 до 20 постоянных членов. 
Примечательно, что никто из членов коллектива не является квалифицированным архитектором, а некоторые так и вовсе имеют лишь опыт работы в сценографии, театре и строительстве и знания антропологии и философии. Некоторые искусствоведы говорят, что Assemble представляет собой другое видение, противоположное тем господствующим ценностям в мире искусства, ― такая точка зрения была выдвинута в The New York Times редактором N + 1 Никилем Савалом.
Члены Assemble занимаются педагогической деятельностью и преподают архитектуру и городской дизайн в ряде университетов Соединённого Королевства, а также читают лекции и проводят семинары по всему миру, хотя их основная проектная работа основана на сообществах в городах Великобритании. Некоторые члены группы занимаются научными исследованиями.

## Granby Four Streets
Одна из наиболее заметных работ коллектива Assemble ― это проект Granby Four Streets, который и по сей день продолжается в районе Токстет в Ливерпуле. Биконсфилд-стрит, Кэрнс-стрит, Джермин-стрит и Дюси-стрит были построены около 1900 года с террасами домов для ремесленников. Первый проект, «10 Houses on Cairns Street», был реализован в сотрудничестве с Community Land Trust под названием Granby CLT. Среди прочих проектов по этой тематике ― Granby Workshop и Winter Garden.
Проект Granby был удостоен премии Тёрнера в 2015 году. Победа Assemble вызвала споры в творческих кругах, поскольку члены творческого коллектива работают за пределами традиционного контекста галереи и никогда не говорили, что они являются художниками.

## Другие проекты
Первые два проекта Assemble ― Cineroleum и Folly for Flyover, представляли собой временные инсталляциями в общественных местах. Среди других их примечательных проектов следует упомянуть Yardhouse ― сборное-разборное доступное рабочее пространство, возведённое рядом с мастерской и студией коллектива в Стратфорде. Инсталляция была продана и её собираются представить в другом месте, а теперь художники планируют построить на освободившемся пространстве нечто новое.
Assemble обычно осуществляют свои проекты в долгосрочной перспективе: в их числе игровая площадка Baltic Street Adventure Playground  в Далмарноке, Восточный Глазго, а также Granby Workshop в Ливерпуле и Blackhorse Workshop, которая является воркшопом сообщества и хакерспейсом в Уолтемстоу на северо-востоке Лондона.